# 대한민국의 사적 (1990년대)
사적(史蹟)은 기념물 가운데 선사시대의 유적 및 고분, 정치 및 전쟁에 관한 유적, 제사ㆍ신앙에 관한 유적, 산업ㆍ교통ㆍ토목에 관한 유적, 교육ㆍ사회사업 관계 유적, 분묘와 비석 등의 유적으로 중요한 것을 말한다.

## 지정 목록 (1990년대)
| 번호  | 사진 | 명칭 | 소재지                                                      | 관리자 (단체)                | 지정일                                                                  | 참조 |
| 332호 |      | 울주 검단리 유적 (蔚州 檢丹里 遺蹟) (Hyochang Park, Seoul)                                                                   | 울산 울주군 웅촌면 검단리 산62외                            | 울주군                       | 1990년 8월 21일 지정                                                    |      |
| 333호 |      | 공주 학봉리 요지 (公州 鶴峰里 窯址) (Kiln Site in Hakbong-ri, Gongju)                                                        | 충남 공주시 반포면 학봉리 산22-1외                          | 공주시                       | 1990년 8월 21일 지정                                                    |      |
| 334호 |      | 공주 석장리 유적 (公州 石莊里 遺蹟) (Archaeological Site in Seokjang-ri, Gongju)                                             | 충남 공주시 석장리동 98 외                                  | 공주시                       | 1990년 10월 31일 지정                                                   |      |
| 335호 |      | 통영 연대도 패총 (統營 煙臺島 貝塚) (Shell Mound on Yeondaedo Island, Tongyeong)                                             | 경남 통영시 산양읍 연곡리 24-17외                           | 통영시                       | 1990년 10월 31일 지정                                                   |      |
| 336호 |      | 구미 낙산리 고분군 (龜尾 洛山里 古墳群) (Ancient Tombs in Naksan-ri, Gumi)                                                   | 경북 구미시 해평면 낙산리 98-4외                            | 구미시                       | 1990년 10월 31일 지정                                                   |      |
| 337호 |      | 나주읍성 (羅州邑城) (Najueupseong Walled Town)                                                                               | 전남 나주시 남내동 2-20외                                   | 나주시                       | 1990년 10월 31일 지정                                                   |      |
| 338호 |      | 영암 구림리 요지 (靈岩 鳩林里 窯址) (Kiln Site in Gurim-ri, Yeongam)                                                         | 전남 영암군 군서면 서구림리 320외                           | 영암군                       | 1990년 10월 31일 지정                                                   |      |
| 339호 |      | 전주 경기전 (全州 慶基殿) (Gyeonggijeon Shrine, Jeonju)                                                                      | 전북 전주시 완산구 풍남동3가 102                            | 전주시                       | 1991년 1월 9일 지정                                                     |      |
| 340호 |      | 경주 천관사지 (慶州 天官寺址) (Cheongwansa Temple Site, Gyeongju)                                                            | 경북 경주시 교동 244                                        | 경주시                       | 1991년 1월 9일 지정                                                     |      |
| 341호 |      | 김해 대성동 고분군 (金海 大成洞 古墳群) (Ancient Tombs in Daeseong-dong, Gimhae)                                             | 경남 김해시 가야의길 126                                    | 김해시                       | 1991년 1월 9일 지정                                                     |      |
| 342호 |      | 군포 산본동 조선백자 요지 (軍浦 山本洞 朝鮮白磁 窯址) (Joseon White Porcelain Kiln Site in Sanbon-dong, Gunpo)               | 경기 군포시 산본동 1057-4                                   | 군포시                       | 1991년 1월 9일 지정                                                     |      |
| 343호 |      | 서울 호암산성 (서울 虎巖山城) (Hoamsanseong Fortress, Seoul)                                                                 | 서울 금천구 시흥동 산83-1외                                 | 금천구                       | 1991년 2월 26일 지정, 2011년 7월 28일 명칭변경                          |      |
| 344호 |      | 진천삼용리백제토기요지 (鎭川三龍里百濟土器窯址)                                                                              | 충북 진천군 이월면 삼룡리 산518-10                          | 진천군                       | 1991년 2월 26일 지정, 2011년 7월 28일 해제, 사적 제511호로 통합, 재지정 |      |
| 345호 |      | 고창 용계리 청자 요지 (高敞 龍溪里 靑瓷 窯址) (Celadon Kiln Site in Yonggye-ri, Gochang)                                     | 전북 고창군 아산면 용계리 산22외                            | 고창군                       | 1991년 2월 26일 지정                                                    |      |
| 346호 |      | 고창 무장현 관아와 읍성 (高敞 茂長縣 官衙와 邑城) (Mujang-hyeon Government Office and Town Wall, Gochang)                    | 전북 고창군 무장면 성내리 149-1외 일원                      | 고창군                       | 1991년 2월 26일 지정                                                    |      |
| 347호 |      | 익산 입점리 고분 (益山 笠店里 古墳) (Ancient Tombs in Ipjeom-ri, Iksan)                                                      | 전북 익산시 웅포면 입점리 산174외                           | 익산시                       | 1991년 2월 26일 지정                                                    |      |
| 348호 |      | 봉화 태백산사고지 (奉化 太白山史庫址) (Taebaeksan National History Archives Site, Bonghwa)                                   | 경북 봉화군 춘양면 석현리 산126-5                           | 봉화군                       | 1991년 2월 26일 지정                                                    |      |
| 349호 |      | 남원 만복사지 (南原 萬福寺址) (Manboksa Temple Site, Namwon)                                                                 | 전북 남원시 왕정동 489                                      | 남원시                       | 1991년 3월 30일 지정                                                    |      |
| 350호 |      | 경주 구정동 고분군 (慶州 九政洞 古墳群) (Ancient Tombs in Gujeong-dong, Gyeongju)                                            | 경북 경주시 불국로 61 (구정동)                              | 경주시                       | 1991년 3월 30일 지정                                                    |      |
| 351호 |      | 파주 오두산성 (坡州 烏頭山城) (Odusanseong Fortress, Paju)                                                                   | 경기 파주시 탄현면 성동리 산86외                            | 파주시                       | 1991년 8월 24일 지정                                                    |      |
| 352호 |      | 하남 동사지 (河南 桐寺址) (Dongsa Temple Site, Hanam)                                                                        | 경기 하남시 서하남로418번길 73 (춘궁동)                     | 하남시                       | 1991년 8월 24일 지정                                                    |      |
| 353호 |      | 담양 금성산성 (潭陽 金城山城) (Geumseongsanseong Fortress, Damyang)                                                          | 전남 담양군 금성면 금성리, 대성리 등                        | 담양군,순창군                | 1991년 8월 24일 지정                                                    |      |
| 354호 |      | 서울 탑골공원 (서울 塔골公園) (Tapgol Park, Seoul)                                                                           | 서울 종로구 종로 99, 외 (종로2가)                           | 종로구                       | 1991년 10월 25일 지정, 2011년 7월 28일 명칭변경                         |      |
| 355호 |      | 대전 계족산성 (大田 鷄足山城) (Gyejoksanseong Fortress, Daejeon)                                                             | 대전 대덕구 장동 산85외                                     | 대덕구                       | 1991년 10월 25일 지정                                                   |      |
| 356호 |      | 남양주 순강원 (南楊州 順康園) (Sungangwon Royal Tomb, Namyangju)                                                             | 경기 남양주시 진접읍 내각2로 84-31, 외 (내각리)             | 광릉관리소                   | 1991년 10월 25일 지정                                                   |      |
| 357호 |      | 광명(光明) 영회원 (光明 永懷園) (Yeonghoewon Royal Tomb, Gwangmyeong)                                                        | 경기 광명시 노온사동 산141-20                               | .                            | 1991년 10월 25일 지정                                                   |      |
| 358호 |      | 파주 소령원 (坡州 昭寧園) (Soryeongwon Royal Tomb, Paju)                                                                     | 경기 파주시 광탄면 소령원길 41-65                           | 파주삼릉관리소               | 1991년 10월 25일 지정                                                   |      |
| 359호 |      | 파주 수길원 (坡州 綏吉園) (Sugirwon Royal Tomb, Paju)                                                                        | 경기 파주시 광탄면 영장리                                   | 파주삼릉관리소               | 1991년 10월 25일 지정                                                   |      |
| 360호 |      | 남양주 휘경원 (南楊州 徽慶園) (Hwigyeongwon Royal Tomb, Namyangju)                                                           | 경기 남양주시 진접읍 부평리 267외                           | 광릉관리소                   | 1991년 10월 25일 지정                                                   |      |
| 361호 |      | 서울 영휘원과 숭인원 (서울 永徽園과 崇仁園) (Yeonghwiwon and Sunginwon Royal Tombs, Seoul)                                   | 서울 동대문구 청량리동 204-2외                              | 의릉관리소                   | 1991년 10월 25일 지정, 2011년 7월 28일 명칭변경                         |      |
| 362호 |      | 서울 연산군묘 (서울 燕山君墓) (Tomb of King Yeonsangun, Seoul)                                                               | 서울 도봉구 방학동 산77                                     | 정릉관리소                   | 1991년 10월 25일 지정, 2011년 7월 28일 명칭변경                         |      |
| 363호 |      | 남양주 광해군묘 (南楊州 光海君墓) (Tomb of King Gwanghaegun, Namyangju)                                                      | 경기 남양주시 진건읍 송릉리 산59외                          | 사릉관리소                   | 1991년 10월 25일 지정                                                   |      |
| 364호 |      | 구리 명빈묘 (九里 明嬪墓) (Tomb of Queen Consort Myeongbin, Guri)                                                            | 경기 구리시 아천동 산14                                     | 동구릉관리소                 | 1991년 10월 25일 지정                                                   |      |
| 365호 |      | 성묘 (成墓) (Seongmyo Royal Tomb, Namyangju)                                                                                 | 경기 남양주시 진건읍 송릉리 산55                            | 사릉관리소                   | 1991년 10월 25일 지정                                                   |      |
| 366호 |      | 남양주 안빈묘 (南楊州 安嬪墓) (Tomb of Queen Consort Anbin, Namyangju)                                                       | 경기 남양주시 진건읍 송릉리 산66                            | 사릉관리소                   | 1991년 10월 25일 지정                                                   |      |
| 367호 |      | 남양주 영빈묘 (南楊州 寧嬪墓) (Tomb of Queen Consort Yeongbin, Namyangju)                                                    | 경기 남양주시 진접읍 장현리 175                             | 광릉관리소                   | 1991년 10월 25일 지정                                                   |      |
| 368호 |      | 보길도윤선도유적 (甫吉島尹善道遺蹟)                                                                                          | 전남 완도군 보길면 부황리 595외                             | 완도군                       | 1992년 1월 11일 지정, 2008년 1월 8일 해제, 명승 제34호로 지정           |      |
| 369호 |      | 강화 석릉 (江華 碩陵) (Seongneung Royal Tomb, Ganghwa)                                                                       | 인천 강화군 양도면 길정리 산182                             | 강화군                       | 1992년 3월 10일 지정                                                    |      |
| 370호 |      | 강화 가릉 (江華 嘉陵) (Gareung Royal Tomb, Ganghwa)                                                                          | 인천 강화군 양도면 능내리 산16-2                            | 강화군                       | 1992년 3월 10일 지정                                                    |      |
| 371호 |      | 강화 곤릉 (江華 坤陵) (Golleung Royal Tomb, Ganghwa)                                                                         | 인천 강화군 양도면 길정리 산75                              | 강화군                       | 1992년 3월 10일 지정                                                    |      |
| 372호 |      | 서울 양천고성지 (서울 陽川古城址) (Yangcheongoseong Fortress Site, Seoul)                                                    | 서울 강서구 가양동 산8-4외                                  | 강서구                       | 1992년 3월 10일 지정, 2011년 7월 28일 명칭변경                          |      |
| 373호 |      | 부여 정암리 와요지 (扶餘 亭岩里 瓦窯址) (Roof Tile Kiln Site in Jeongam-ri, Buyeo)                                           | 충남 부여군 양길면 정암리 47외                              | 부여군                       | 1992년 5월 4일 지정                                                     |      |
| 374호 |      | 군위 인각사지 (軍威 麟角寺址) (Ingaksa Temple Site, Gunwi)                                                                   | 대구 군위군 삼국유사면 삼국유사로 250, 외 (화북리)          | .                            | 1992년 5월 28일 지정                                                    |      |
| 375호 |      | 광주 신창동 유적 (光州 新昌洞 遺蹟) (Archaeological Site in Sinchang-dong, Gwangju)                                          | 광주 광산구 신창동 512-1                                    | 광산구                       | 1992년 9월 9일 지정                                                     |      |
| 376호 |      | 속초 조양동 유적 (束草 朝陽洞 遺蹟) (Archaeological Site in Joyang-dong, Sokcho)                                             | 강원 속초시 조양동 산142외 9필                              | 속초시                       | 1992년 10월 10일 지정                                                   |      |
| 377호 |      | 장성 대도리 백자 요지 (長城 大都里 白磁 窯址) (White Porcelain Kiln Site in Daedo-ri, Jangseong)                             | 전남 장성군 삼서면 대도리 885외                             | 장성군                       | 1992년 10월 10일 지정                                                   |      |
| 378호 |      | 성락원 (城樂園) | 서울 성북구 성북동 2-22외                                   | .                            | 1992년 12월 23일 지정, 2008년 1월 8일 해제, 명승 제35호로 재지정        |      |
| 379호 |      | 전주향교 (全州鄕校) (Jeonjuhyanggyo Local Confucian School)                                                                  | 전북 전주시 완산구 교동 26-3외                              | .                            | 1992년 12월 23일 지정                                                   |      |
| 380호 |      | 제주목 관아 (濟州牧 官衙) (Jeju-mok Government Office)                                                                       | 제주 제주시 삼도이동 43-3번지 등 일원                       | 제주시                       | 1993년 3월 31일 지정                                                    |      |
| 381호 |      | 여수 충민사 (麗水 忠愍祠) (Chungminsa Shrine, Yeosu)                                                                         | 전남 여수시 덕충동 1808외                                   | 여수시                       | 1993년 6월 1일 지정                                                     |      |
| 382호 |      | 여주 고달사지 (驪州 高達寺址) (Godalsa Temple Site, Yeoju)                                                                   | 경기 여주시 북내면 상교리 411-1외                           | 여주시                       | 1993년 7월 23일 지정                                                    |      |
| 383호 |      | 논산 돈암서원 (論山 遁岩書院) (Donamseowon Confucian Academy, Nonsan)                                                        | 충남 논산시 연산면 임리 74외 5필지                          | .                            | 1993년 10월 18일 지정                                                   |      |
| 384호 |      | 장성 입암산성 (長城 笠岩山城) (Ibamsanseong Fortress, Jangseong)                                                             | 전남 장성군 북하면 신성리 산20-2외 57필지                   | 장성군                       | 1993년 11월 10일 지정                                                   |      |
| 385호 |      | 구례 석주관성 (求禮 石柱關城) (Seokjugwanseong Fortress, Gurye)                                                              | 전남 구례군 토지면 송정리 산65외 12필지                     | 구례군                       | 1993년 11월 10일 지정                                                   |      |
| 386호 |      | 포항 장기읍성 (浦項 長鬐邑城) (Janggieupseong Walled Town, Pohang)                                                           | 경북 포항시 남구 장기면 읍내리 127-2외                      | 포항시                       | 1994년 3월 17일 지정                                                    |      |
| 387호 |      | 공주 우금치 전적 (公州 牛禁峙 戰蹟) (Ugeumchi Battlefield, Gongju)                                                           | 충남 공주시 금학동 산78-1외                                 | 공주시                       | 1994년 3월 17일 지정                                                    |      |
| 388호 |      | 강릉대도호부 관아 (江陵大都護府 官衙) (Imyeonggwan Guesthouse, Gangneung)                                                    | 강원 강릉시 임영로131번길 6 (용강동)                        | 강릉시                       | 1994년 7월 11일 지정, 2014년 11월 27일 명칭변경                         |      |
| 389호 |      | 파주 가월리와 주월리 유적 (坡州 佳月里와 舟月里 遺蹟) (Archaeological Site in Gawol-ri and Juwol-ri, Paju)                   | 경기 파주시 적성면 가월리 산95-6외, 주월리 309외            | 파주시                       | 1994년 12월 21일 지정                                                   |      |
| 390호 |      | 경주 보문동 사지 (慶州 普門洞 寺址) (Temple Site in Bomun-dong, Gyeongju)                                                    | 경북 경주시 보문동 848-6외                                  | 경주시                       | 1994년 12월 21일 지정                                                   |      |
| 391호 |      | 고창 죽림리 지석묘군 (高敞 竹林里 支石墓群) (Dolmens in Jungnim-ri, Gochang)                                                 | 전북 고창군 고창읍 죽림리 산63외                            | 고창군                       | 1994년 12월 21일 지정                                                   |      |
| 392호 |      | 여수 선소유적 (麗水 船所遺蹟) (Shipbuilding Site, Yeosu)                                                                     | 전남 여수시 시전동 708외                                    | 여수시                       | 1995년 4월 20일 지정                                                    |      |
| 393호 |      | 논산 노성산성 (論山 魯城山城) (Noseongsanseong Fortress, Nonsan)                                                             | 충남 논산시 노성면 송당리 산1-1외 13필지                    | 논산시                       | 1995년 8월 2일 지정                                                     |      |
| 394호 |      | 양양 오산리 유적 (襄陽 鰲山里 遺蹟) (Archaeological Site in Osan-ri, Yangyang)                                               | 강원 양양군 손양면 오산리 60외                              | 양양군                       | 1997년 4월 18일 지정                                                    |      |
| 395호 |      | 무안 도리포 해저유물 매장해역 (務安 道里浦 海底遺物 埋藏海域) (Sea Area with Sunken Relics near Doripo Port, Muan)           | 전남 무안군 해제면 송석리 도리포 앞바다                     | 무안군                       | 1997년 4월 18일 지정                                                    |      |
| 396호 |      | 제주 항파두리 항몽 유적 (濟州 缸坡頭里 抗蒙 遺蹟) (Historic Site of Anti-Mongolian Struggle in Hangpadu-ri, Jeju)            | 제주 제주시 애월읍 고성리 1126-1외                          | 제주시                       | 1997년 4월 18일 지정                                                    |      |
| 397호 |      | 강진 전라병영성 (康津 全羅兵營城) (Military Headquarters of Jeolla-do Province, Gangjin)                                     | 전남 강진군 병영면 병영성로 175, 외 (성동리)                | 강진군                       | 1997년 4월 18일 지정                                                    |      |
| 398호 |      | 단양 수양개 유적 (丹陽 垂楊介 遺蹟) (Archaeological Site in Suyanggae, Danyang)                                              | 충북 단양군 적성면 애곡리 182-1                             | 단양군                       | 1997년 10월 10일 지정                                                   |      |
| 399호 |      | 서울 양화나루와 잠두봉 유적 (서울 楊花나루와 蠶頭峰 遺蹟) (Historic Sites of Yanghwanaru Ferry and Jamdubong Peak, Seoul)    | 서울 마포구 토정로 6 (합정동)                               | 천주교서울대교구절두산기념관 | 1997년 11월 11일 지정, 2011년 7월 28일 명칭변경                         |      |
| 400호 |      | 충주 장미산성 (忠州 薔薇山城) (Jangmisanseong Fortress, Chungju)                                                             | 충북 충주시 중앙탑면 장천리 산77-1외                        | 충주시                       | 1997년 11월 11일 지정                                                   |      |
| 401호 |      | 괴산 미륵산성 (槐山 彌勒山城) (Mireuksanseong Fortress, Goesan)                                                              | 충북 괴산군 청천면 고성리 산8-37외                          | 괴산군                       | 1997년 12월 16일 지정                                                   |      |
| 402호 |      | 통영 삼도수군통제영 (統營 三道水軍統制營) (Navy Headquarters of Three Provinces, Tongyeong)                                  | 경남 통영시 세병로 27, 외 (문화동)                          | 통영시                       | 1998년 2월 20일 지정                                                    |      |
| 403호 |      | 포천 반월성 (抱川 半月城) (Banwolseong Fortress, Pocheon)                                                                    | 경기 포천시 군내면 청군로3290번길 19, 외 (구읍리)           | 포천시                       | 1998년 2월 20일 지정                                                    |      |
| 404호 |      | 나주 복암리 고분군 (羅州 伏岩里 古墳群) (Ancient Tombs in Bogam-ri, Naju)                                                    | 전남 나주시 다시면 복암리 873-17외                          | 나주시                       | 1998년 2월 20일 지정                                                    |      |
| 405호 |      | 익산 제석사지 (益山 帝釋寺址) (Jeseoksa Temple Site, Iksan)                                                                  | 전북 익산시 왕궁면 왕궁리 247-1번지외                       | 익산시                       | 1998년 5월 12일 지정                                                    |      |
| 406호 |      | 장성 황룡 전적 (長城 黃龍 戰蹟) (Hwangnyong Battlefield, Jangseong)                                                          | 전남 장성군 황룡면 내황길 50-8, 외(17필지) (신호리)         | 장성군                       | 1998년 6월 10일 지정                                                    |      |
| 407호 |      | 광양 옥룡사지 (光陽 玉龍寺址) (Ongnyongsa Temple Site, Gwangyang)                                                            | 전남 광양시 옥룡면 추산리 302외                             | 광양시                       | 1998년 8월 3일 지정                                                     |      |
| 408호 |      | 익산 왕궁리 유적 (益山 王宮里 遺蹟) (Archaeological Site in Wanggung-ri, Iksan)                                              | 전북 익산시 왕궁면 왕궁리 산80-1외,금마면 동고도리 1109-8외 | 익산시                       | 1998년 9월 17일 지정                                                    |      |
| 409호 |      | 부안 백산성 (扶安 白山城) (Baeksanseong Fortress, Buan)                                                                      | 전북 부안군 백산면 용계리 산8-1외                           | 부안군                       | 1998년 9월 17일 지정                                                    |      |
| 410호 |      | 화순 효산리와 대신리 지석묘군 (和順 孝山里와 大薪里 支石墓群) (Dolmens in Hyosan-ri and Daesin-ri, Hwasun)                   | 전남 화순군 도곡면 효산리 산68-1외,춘양면 대신리외          | 화순군                       | 1998년 9월 17일 지정                                                    |      |
| 411호 |      | 대구 진천동 입석 (大邱 辰泉洞 立石) (Menhir in Jincheon-dong, Daegu)                                                         | 대구 달서구 진천동 470-38외                                 | 달서구                       | 1998년 12월 23일 지정                                                   |      |
| 412호 |      | 제주 고산리 유적 (濟州 高山里 遺蹟) (Archaeological Site in Gosan-ri, Jeju)                                                  | 제주 제주시 한경면 고산리 3628번지                          | 제주시                       | 1998년 12월 23일 지정                                                   |      |
| 413호 |      | 시흥 방산동 청자와 백자 요지 (始興 芳山洞 靑瓷와 白磁 窯址) (Celadon and White Porcelain Kiln Site in Bangsan-dong, Siheung) | 경기 시흥시 방산동 370-1외                                  | 시흥시                       | 1999년 6월 11일 지정                                                    |      |
| 414호 |      | 진천 김유신 탄생지와 태실 (鎭川 金庾信 誕生址와 胎室) (Birthplace and Placenta Chamber of Kim Yu-sin, Jincheon)              | 충북 진천군 진천읍 김유신길 170-4, 외 129필지 (상계리)      | 진천군                       | 1999년 6월 11일 지정                                                    |      |
| 415호 |      | 청주 정북동 토성 (淸州 井北洞 土城) (Earthen Fortification in Jeongbuk-dong, Cheongju)                                       | 충북 청주시 청원구 정북동 351-1번지 외                      | 청주시                       | 1999년 10월 28일 지정                                                   |      |
| 416호 |      | 제주 삼양동 유적 (濟州 三陽洞 遺蹟) (Archaeological Site in Samyang-dong, Jeju)                                              | 제주 제주시 선사로2길 13, 외 (삼양일동)                     | 제주시                       | 1999년 11월 16일 지정                                                   |      |
| 417호 |      | 괴산 송시열 유적 (槐山 宋時烈 遺蹟) (Historic Site Related to Song Si-yeol, Goesan)                                          | 충북 괴산군 청천면 화양동길 188, 외 (화양리)                | 괴산군                       | 1999년 12월 29일 지정                                                   |      |
| 418호 |      | 순천 검단산성 (順天 檢丹山城) (Geomdansanseong Fortress, Suncheon)                                                           | 전남 순천시 해룡면 성산리 산84                              | 순천시                       | 1999년 12월 29일 지정                                                   |      |
| 419호 |      | 경주 용강동 원지 유적 (慶州 龍江洞 苑址 遺蹟) (Garden Site in Yonggang-dong, Gyeongju)                                       | 경북 경주시 황성동 251-28, 용강동181외                      | 경주시                       | 1999년 12월 29일 지정                                                   |      |